# PCB (소프트웨어)
PCB는 gEDA 프로젝트에서 PCB레이아웃을 설계할 수 있는 라이브러리를 포함하는 CAD프로그램이다.
PCB는 Unix, Linux, Windows 및 Mac 시스템용  인쇄 회로 기판 편집기이며 PCB는 래트 네스트 기능과 회로도 / 네트리스트 가져 오기, 디자인 규칙 검사를 포함하여 보드 제조 및 조립 과정에서 사용하기 위한 산업 표준 RS-274X (일명 '거버'), NC 드릴 및 중심 데이터 (XY 데이터) 출력을 제공한다. 포토 리얼리즘 및 디자인 검토 이미지를 잘 나타낸다. PCB는 레이아웃 시간을 획기적으로 단축할 수 있는 오토 루프 및 트레이스 옵티 마이저와 같은 고급 기능을 제공한다. 커스텀 요구 사항을 위해 PCB는 새로운 기능을 삽입하고 GUI 내에서 뿐 아니라 스크립트에서 그 기능을 사용하기 위한 플러그인 API를 제공한다.

## 기능
GUI 환경은   Gtk(Gimp Toolkit)로 구현됐으며, 출력 포맷은 다음을 지원한다.
bom : Exports a Bill of Materials
gcode : G-CODE export
gerber : RS-274X (Gerber) export
IPC-D-356 : Exports a IPC-D-356 Netlist
nelma : Numerical analysis package export
png : GIF/JPEG/PNG export
ps : Postscript export
eps : Encapsulated Postscript

## 같이 보기
- 일렉트릭